# 斑点龙胆
斑点龙胆（学名：Gentiana handeliana）为龙胆科龙胆属的植物，是中国的特有植物。分布于中国大陆的西藏、云南等地，生长于海拔3,500米至4,600米的地区，见于高山草甸，目前尚未由人工引种栽培。